# Germán Cavalieri
Germán Adrián Cavalieri (ur. 18 czerwca 1977 w Buenos Aires) – argentyński piłkarz występujący na pozycji bramkarza, trener piłkarski, od 2024 roku trener chilijskiego San Marcos Arica.
Cavalieri pochodzi ze stołecznego Buenos Aires, wychowywał się w dzielnicy La Paternal. Jego ojciec był inżynierem, natomiast matka dentystką. Jest wychowankiem słynnej akademii juniorskiej klubu Argentinos Juniors, lecz nie potrafił się przebić do pierwszej drużyny. Po ukończeniu szkoły średniej rozpoczął studia na kierunku wychowania fizycznego, które ukończył w 1997 roku. Równocześnie kontynuował karierę piłkarską w czwartoligowych, stołecznych zespołach Club Comunicaciones i JJ de Urquiza oraz pracował jako nauczyciel w szkole Colegio Schönthal w La Paternal. W kolejnych latach odebrał wykształcenie kinezjologiczne, a także rozpoczął karierę trenerską – w trzecioligowym Comunicaciones był grającym trenerem bramkarzy oraz prowadził grupy juniorskie. Później występował w piątoligowym CSD Liniers, łącząc występy w tym zespole ze szkoleniem golkiperów w Comunicaciones.
Następnie Cavalieri przez pewien czas grał w czwartoligowym Sportivo Baradero, po czym został trenerem przygotowania fizycznego w innym czwartoligowcu – CA San Miguel (2008). Był testowany w klubie Club Universidad de Guadalajara z drugiej ligi meksykańskiej, lecz z powodów finansowych nie zaoferowano mu kontraktu, a sam Cavalieri w wieku 31 lat zdecydował się definitywnie zakończyć karierę zawodniczą, przerywaną już w przeszłości kilkukrotnie. Mimo pewnego talentu bramkarskiego nie zdołał wybić się ponad czwartą ligę argentyńską. Występując na pozycji golkipera, strzelił sześć goli w niższych ligach argentyńskich. Po zarzuceniu kariery boiskowej przez kilka miesięcy mieszkał w Meksyku, gdzie pracował w klinice rehabilitacyjnej oraz był zastępcą dziekana na wydziale kinezjologii na uczelni Universidad Cuauhtémoc w Aguascalientes.
Po powrocie do Argentyny, Cavalieri był trenerem przygotowania fizycznego w sztabie szkoleniowca Marcosa Barlataya w czwartoligowym CA Defensores Unidos (2010). Ukończył kurs trenerski w placówce Escuela José Urben Farías w Buenos Aires. Następnie znalazł zatrudnienie w stołecznym klubie CA Nueva Chicago balansującym pomiędzy drugą a trzecią ligą argentyńską, gdzie szkolił drużynę do lat siedemnastu. Krótko pracował także z pierwszym zespołem, jako asystent trenera René Klokera (2013). W kolejnych latach był asystentem szkoleniowca Pablo Guede – kolejno w chilijskim CD Palestino (2014–2015) oraz argentyńskim CA San Lorenzo de Almagro (2016). Jako najbliższy współpracownik Guede wywalczył superpuchar Argentyny (2016). Później pracował jako asystent Arnaldo Sialle w trzecioligowym CA Mitre (2016).
W listopadzie 2016 Cavalieri zastąpił Ricardo Lunariego na stanowisku trenera chilijskiego drugoligowca Deportes Valdivia. Zdołał wyciągnąć drużynę ze sporego kryzysu i trenował ją przez kolejne pięć miesięcy z dosyć dobrymi wynikami. W kwietniu 2017 zrezygnował ze stanowiska, by objąć występujący w najwyższej klasie rozgrywkowej CD Palestino, walczący o utrzymanie w lidze. Na krótką metę poprawił rezultaty zespołu i uniknął z nim relegacji, poprowadził go również w kontynentalnych rozgrywkach Copa Sudamericana (druga runda). Jego pobyt w Palestino ogółem okazał się jednak bardzo nieudany (kolejno czternaste i piętnaste miejsce w lidze) – odszedł z klubu w maju 2018 w konsekwencji wyników znacznie poniżej oczekiwań.
W sierpniu 2018 Cavalieri został trenerem drugoligowej chilijskiej drużyny CD Ñublense. Tam notował bardzo słabe rezultaty (zaledwie 3 zwycięstwa w 16 ligowych meczach), lecz jednocześnie był chwalony za zaangażowanie i profesjonalizm. Zwolniono go w kwietniu 2019, a w styczniu 2020 objął argentyńskiego trzecioligowca CA Los Andes.